# Tansume
Tansume (Hangul:단숨에) es una canción de Corea del Norte. Originalmente, era una canción de estilo marcial para levantar la moral del Ejército Popular de Corea, pero en diciembre de 2012, Orquesta de Moranbong arregló y lanzó una nueva música instrumental con solo dinámico de guitarra y el violín eléctrico, Tansume emergió rápidamente como la canción insignia de la Orquesta de Moranbong . Además, Tansume se ha convertido en un término que simboliza la batalla de velocidad del ejército popular.
La finalización de las armas nucleares capaces de atacar a los Estados Unidos y el desarrollo de misiles balísticos intercontinentales fueron el objetivo final del régimen de Kim Jong-un , y Tansume es una música similar a un ícono que simboliza la economía. El camino de la construcción de armas nucleares que fue el núcleo de la política nacional en la era de Kim Jong-un. Hasta ahora, el final de Tansume  de la Orquesta Moranbong terminó con un video de un misil balístico intercontinental lanzado con éxito que golpeó el centro de los Estados Unidos sin excepción.  Por supuesto, el continente norteamericano se convirtió en cenizas y los gritos entusiastas de la multitud que lo observaban lo siguieron.

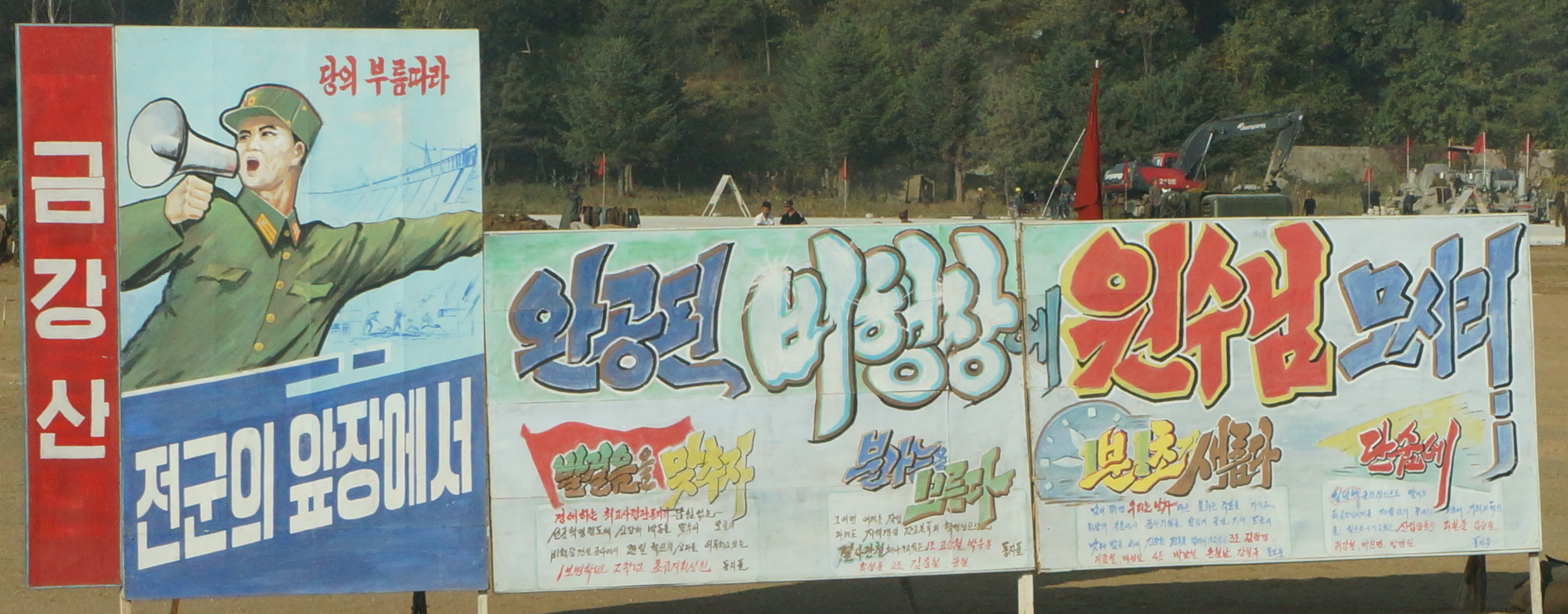
El lema del Ejército Popular colgado en el sitio de construcción de la pista en el Aeropuerto Internacional de Sunan en Pyongyang en octubre de 2014, se puede ver a la derecha

## Uso militar de la canción
Esta canción, compuesta por el Artista del Pueblo Hwang Jin-young y escrita por Yoon Doo-geun, fue lanzada originalmente en 2003 por la Conjunto Electrónico de Pochonbo y fue cantada por Hyon Song-wol. La letra que comienza con "Un soldado que va al campo de entrenamiento ama la palabra a la vez, incluso si cruzan la montaña a la vez, a la vez, incluso si cruzan el río, a la vez como un rayo", era una canción que expresaba la determinación del Ejército Popular para acabar con todo de una vez.